# Gobernación de Kiev
La gobernación de Kiev (en ruso Ки́евская губерния) se creó en 1708 por el edicto de Pedro el Grande en la cuenca del Dniéper, la llamada Rusia Menor, ahora el centro de Ucrania, le sirvió al Imperio ruso en sus numerosos combates con los turcos.

## Correspondencia con la actualidad
La gobernación comprendía totalmente o grandes porciones de los óblast actuales de:
- Óblast de Kiev, cuya capital es Kiev, capital a su vez de la gobernación.
- Óblast de Cherkasy, cuya capital es Cherkasy

También comprende porciones más o menos pequeñas de los actuales:
- Óblast de Zhitómir
- Óblast de Vínnitsa
- Óblast de Kirovogrado

## Subdivisiones en uyezd
Los uyezd en los que se divide la gobernación de Kiev en las disposiciones de 1796 son:
- Uyezd de Berdýchiv (Бердичевский)
- Uyezd de Vasílkiv (Васильковский)
- Uyezd de Zvenýhorod (Звенигородский)
- Uyezd de Kániv (Каневский)
- Uyezd de Kiev (Киевский)
- Uyezd de Lípovets (Липовецкий)
- Uyezd de Radomysl (Радомысльский)
- Uyezd de Skvirsk (Сквирский)
- Uyezd de Tarascha (Таращанский)
- Uyezd de Uman (Уманский)
- Uyezd de Cherkasy (Черкасский)
- Uyezd de Chiguirín (Чигиринский)